# In Harmony
In Harmony ist ein Jazzalbum von Roy Hargrove und Mulgrew Miller. Die 2006 und 2007 live entstandenen Aufnahmen erschienen am 21. Mai 2021 als Download, am 17. Juli als limitiertes 2-LP-Album am Record Store Day sowie am 23. Juli 2021 als 2-CD-Edition auf Resonance Records.

## Hintergrund
Der Pianist Mulgrew Miller starb 2013 im Alter von 57 Jahren; der Trompeter Roy Hargrove starb 2018 im Alter von 49 Jahren. Hargrove und Miller hinterließen auch ein beachtliches Vermächtnis auf Tonträgern, notierte Nate Chinen - darunter Mitschnitte eines Duos, die auf dem Album In Harmony veröffentlicht wurden. Die Mitschnitte entstanden bei zwei Konzerten, 2006 in der Merkin Hall in New York City und 2007 am Lafayette College in Easton, Pennsylvania.
Das Album ist das Ergebnis eines fünfjährigen Projekts unter der Leitung von Label-Co-Präsident Zev Feldman, der als Co-Produzent mit Larry Clothier, Hargroves Manager, fungierte. Clothier hatte die Auftritte der beiden Musiker mitgeschnitten.
Das Album enthält Standards wie „What Is This Thing Called Love“ und „Invitation“ sowie die Jazzballaden „I Remember Clifford“ und „Never Let Me Go“. Das Booklet enthält neben Fotos einen Essay von Ted Panken, Interviews und Statements von Sonny Rollins, Christian McBride, Common, Ron Carter, Jon Batiste, Karriem Riggins, Keyon Harrold, Ambrose Akinmusire, Chris Botti, Robert Glasper und anderen.
Roy Hargrove äußerte zu der Musik:
„Für mich ist das alles Blues. Das Folk-Element der Musik ändert sich nicht wirklich. Der Blues 1995 und 1925 ist dasselbe. Die Technik ist anders. Aber die Akkorde sind die gleichen, die Phrasierung ist die gleiche, die Sprache ist die gleiche - genau die gleiche. Es ist eine Volksmusik. Volksmusik kümmert sich nicht um Weiterentwicklung.“

## Titelliste

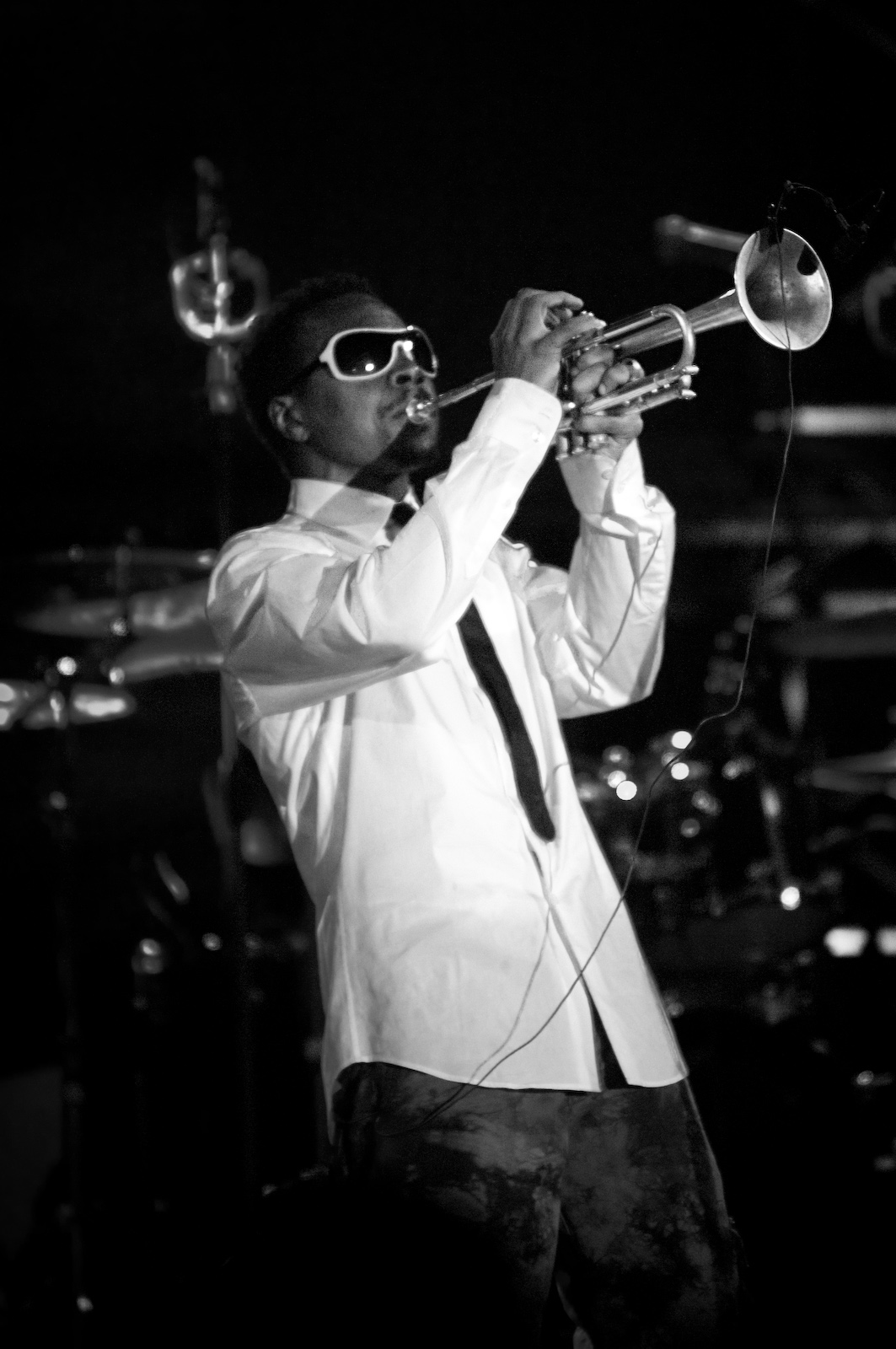
Roy Hargrove mit seiner Band RH Factor auf dem Jazz Festival des Cinq Continents, Marseille 2009

- Roy Hargrove and Mulgrew Miller: In Harmony (Resonance Records RSD 2021)

CD1
1. What Is This Thing Called Love? (Cole Porter)
2. This Is Always (Harry Warren)
3. I Remember Clifford (Benny Golson)
4. Triste (Antonio Carlos Jobim)
5. Invitation (Bronisław Kaper)
6. Con Alma (Dizzy Gillespie)

CD2
1. Never Let Me Go (Jay Livingston & Raymond Evans)
2. Just in Time (Betty Comden, Adolph Green)
3. Fungii Mama (Blue Mitchell)
4. Monk’s Dream (Thelonious Monk)
5. Ruby, My Dear (Th. Monk)
6. Blues for Mr Hill
7. Ow! (Dizzy Gillespie) (encore)

Sofern nicht anders vermerkt, stammen die Kompositionen von Roy Hargrove und Mulgrew Miller.

## Rezeption
Ted Panken merkte in den Liner Notes an, dass In Harmony die einzige Aufnahme in Hargroves gesamter Diskografie sei, auf der kein Schlagzeuger zu hören ist. Mulgrew Miller seinerseits hat ein Soloalbum und ein paar wenige Duos in seinem Katalog, was In Harmony zu einer noch bedeutenderen Ergänzung der historischen Aufzeichnungen mache. „Vom ersten Moment an, als ich diese Aufnahmen hörte, war ich sofort von der schieren Virtuosität des Zusammenspiels dieser beiden Meister angetan“, sagte der Co-Produzent Zev Feldman. „Sie spielen sich die Seele aus dem Leib. Ich persönlich finde, dass dies einige der gewagtesten und schönsten Interpretationen des klassischen Jazz-Repertoires sind, die ich je gehört habe.“
Nach Ansicht von Nate Chinen (Take Five/WBGO) seien beide Musiker vor ihrer Zeit gestorben, und beide hätten eine Jazz-Gemeinschaft im Schock hinterlassen, mit vielen reumütigen Gedanken darüber, was hätte sein können. Auf den Mitschnitten der beiden Konzerte finde man Hargrove und Miller in einem endlos gefühlvollen Dialog vor. Die Singleauskopplung des Albums, Hargroves „Blues for Mr. Hill“, fange den Geist perfekt ein: eine scharfsinnige, anhaltende Kameraderie, die sich im Einklang mit den Vorfahren fühle, während sie im gegenwärtigen Moment vibriere. Dies sei eine schöne Art, sich an sie beide zu erinnern.
Nach Ansicht von Leonard Weinreich (London Jazz News) ist das Album ein respektvolles Denkmal für zwei einzelne Stimmen, die den Musikpavillon zu früh verlassen haben. In seiner verkürzten Karriere experimentierte Hargrove mit einer Reihe aufstrebender Stile, aber den hier vorgelegten Mitschnitten zufolge lag sein Herz tief im lyrischen Grundgestein, das für immer mit dem zu früh gestorbenen Clifford Brown verbunden ist, der im Alter von 25 Jahren bei einem Autounfall ums Leben kam. Wie um seinen Respekt zu unterstreichen, zollte er dem erfinderischen Trompeter seinen Tribut, indem er Benny Golsons elegisches Klagelied „I Remember Clifford“ spielte. Hargrove zeige eine ausgefeilte Technik, die ständig mit frischen Ideen auftaucht, schrieb Weinreich. Sein Stil sei knackig, agil und leidenschaftlich. Sein Ansatz (man höre sich „Monk's Dream“ an) sei geradezu feurig. Wie Mulgrew Millers Auftritt bei Jobims „Tristeza“ bezeuge, habe der Pianist das Erbe von Art Tatum, Teddy Wilson, Bud Powell und Thelonious Monk vollständig assimiliert und mit der Eleganz eines Hank Jones oder Tommy Flanagan zum Ausdruck gebracht. Dies könne man dabei erleben, wie er neue Variationen von Dizzy Gillespies zartem „Con Alma“ präge.
Martin Laurentius ist in seiner Besprechung in Jazz thing der Ansicht, die gespielten Titel könnten „so etwas wie die Lieblingsstücke der beiden gewesen zu sein, so frei antizipierend im Zusammenspiel, so leger wie elegant swingend und groovend zugleich und so individuell und eloquent phrasierend, wie Hargrove und Miller diese 13 Songperlen bei ihren zwei Konzerten angegangen sind.“ Man käme beim Hören von In Harmony „nicht umhin, sich von der lässigen Spielfreude, von der hintergründigen Nonchalance und dem blitzgescheiten Humor der beiden Akteure mitreißen zu lassen.“
Das Album wurde im November 2021 in die Vierteljahresliste des Preis der deutschen Schallplattenkritik aufgenommen. „Der spielfreudige Dialog zwischen Trompete und Piano entspringt dem Blues, dessen Folk-Grundierung für Roy Hargrove das Wesentliche ist“, schrieb Lothar Jänichen in der Begründung. Die Klassiker des Great American Songbook verwandle Hargove mit Marcus Miller in „Volksmusik im besten Blues-Sinne. Lässig, elegant swingend, zeitlos. Mitreißend die Atmosphäre.“